# Klastr (ekonomika)
Klastry jsou místní koncentrace vzájemně propojených firem a institucí v konkrétním oboru.
Klastry zahrnují skupinku provázaných průmyslových odvětví a dalších subjektů důležitých pro hospodářskou soutěž. Obsahují např. dodavatele specializovaných vstupů, jako jsou součásti, stroje a služby, a poskytovatele specializované infrastruktury. Klastry se často rozšiřují směrem dolů k odbytovým kanálům a společnostem v průmyslových odvětvích příbuzných z hlediska dovedností, technologií nebo společných vstupů. Mnoho klastrů také zahrnuje vládní či jiné instituce, jako např. univerzity, normotvorné agentury, výzkumné týmy či obchodní asociace, které poskytují specializovaná školení, vzdělávání, informace, výzkum a technickou podporu.
OECD definuje klastry jako sítě vzájemně závislých firem, institucí produkujících znalosti, přemosťujících institucí a zákazníků propojených do výrobního řetězce, který vytváří přidanou hodnotu. Koncept klastrů je dále než síťová spolupráce firem, jelikož postihuje veškeré formy sdílení a výměny znalostí … a také jde dále než tradiční sektorová analýza.
Název je odvozen od anglického slovíčka cluster- shluk, chumel, hromada, skupina.
Zúčastněné společnosti si navzájem konkurují, ale současně jsou nuceny řešit řadu obdobných problémů (vzdělávání zaměstnanců, přístup ke stejným dodavatelům, spolupráce s výzkumnými a vývojovými kapacitami, nedostatečné zdroje na výzkum apod.). Díky spolupráci v těchto oblastech mohou řadu svých omezení překonat a získat konkurenční výhodu, která se těžko napodobuje.
Klastr může:
- zlepšit výsledky zapojených společností
- zvýšit počet inovací
- iniciovat vznik nových firem
- zvýšit export
- přilákat investice
- podpořit významnou základnu
- podpořit rozvoj kraje

V současné době existuje poměrně velký počet organizací jako například státní nezisková organizace Czechinvest (resp. z ní 1. 6. 2016 oddělená Agentura pro podnikání a inovace), která se majoritně zaměřuje na podporu rozvoje těchto uskupení.
Klastry mají v České republice svou zastřešující organizaci. Národní klastrová asociace Národní klastrová asociace spojujeme klastrové organizace a technologické platformy, hájí jejich potřeby a rozvíjí klastrovou politiku v ČR již od roku 2008.
Národní klastrová asociace také provozuje Mapu klastrů, ve které eviduje všechny známé klastry a technologické platformy v České republice. Mapa klastrů v České republice